# Psi Velorum
Psi Velorum (ψ Velorum, förkortat Psi Vel, ψ Vel) som är stjärnans Bayerbeteckning, är en dubbelstjärna belägen i den norra delen av stjärnbilden Seglet. Den har en kombinerad skenbar magnitud på 3,58 och är synlig för blotta ögat där ljusföroreningar ej förekommer. Baserat på parallaxmätning inom Hipparcosuppdraget på ca 53,2 mas, beräknas den befinna sig på ett avstånd på ca 61 ljusår (ca 19 parsek) från solen. Stjärnans rörelse genom rymden gör den till en trolig medlem i rörelsegruppen Castor.

## Egenskaper
Primärstjärnan Psi Velorum A är en gul till vit underjättestjärna av spektralklass F0 IV. Den har massa som är ca 40 procent större än solens massa, en radie som är ca 2,4 gånger större än solens och utsänder från dess fotosfär ca 11gånger mera energi än solen vid en effektiv temperatur av ca 7 100 K.
Följeslagaren, Psi Velorum B, är också en underjättestjärna av spektralklass F3 IV med magnitud +5,12, men har rapporterats vara variabel mellan magnitud 4,5 och 5,1. De två stjärnorna i paret kretsar kring deras gemensamma barycenter med en omloppsperiod av 33,95 år och en excentricitet på 0,433.